# 来自北国
《来自北国》是一部由日本富士电视台所制作的电视剧系列。故事以北海道富良野市为舞台，以温情慈爱的笔触，描写家庭亲情之爱，人性之爱。
本剧共有24集连续剧以及8集特别单元剧，主要演员和制作团队历经21年的系列拍摄，于1981年至2002年富士电视台播出。

## 剧情
因妻子外遇而离婚的黑板五郎，带着一对儿女从东京来到充满田园风光的北海道富良野生活。影片细腻地描写他们在北方富良野的田园生活和爱情，以及从学校走入社会工作，成家立业，生儿育女。剧中人物尽管有各种不如意的生活经历和自己无法掌控的现实，但他们最终都能战胜所面临的逆境，更加理解身边的人和事。

## 概要
本劇為名編劇倉本聰的代表作品，共有24集連續劇以及8集特别版單元劇，連續劇版於1981年10月9日－1982年3月26日，在富士电视台逢每星期五播出，在大受欢迎之下並於1983年起至2002年間，由原班制作人员和演员推出了8部特别版，到2002年推出的《2002遺言》，才為全系列畫下了句點。
另外本劇與倉本聰近期撰寫的另外兩部電視劇《溫柔時光》與《風之花園》，由於故事背景地點相同之故，於近年並稱為倉本作品中的「富良野三部曲」。
在台灣全系列播出時译名为《從北國來》。台灣在1980年代日片尚未開放時期，曾以金鐘獎外片觀摩名義，於中視及台視分別播出過《83冬》與《89帰郷》兩部特別篇，2004年12月5日起由八大綜合台於每週六、日，將本劇全系列以中文配音方式播出，2006年6月1日起，則由太陽衛視於每週一至週五播出中文配音版。
中國1980年代中期曾引進播出連續劇版24集，譯名則為《北國情》。後中國中央电视台曾对特别篇以配音和重新剪接為30集後，於2004年10月17日～11月19日在CCTV8「佳艺剧场」時段播出。
除此之外，連續剧和特别版也曾於1990年代中期，在卫视中文台播出。

## 剧集

### 连续剧版各集列表
| 播出日期       | 集數   | 集名         |
| -------------- | ------ | ------------ |
| 1981年10月9日  | 第1集  | 破屋         |
| 1981年10月16日 | 第2集  | 信           |
| 1981年10月23日 | 第3集  | 決心         |
| 1981年10月30日 | 第4集  | 女律師       |
| 1981年11月6日  | 第5集  | 荷花         |
| 1981年11月13日 | 第6集  | 排氣管       |
| 1981年11月20日 | 第7集  | 電話         |
| 1981年11月27日 | 第8集  | 自來水       |
| 1981年12月4日  | 第9集  | 来訪         |
| 1981年12月11日 | 第10集 | 奇蹟         |
| 1981年12月18日 | 第11集 | 離家出走     |
| 1981年12月25日 | 第12集 | 陷阱         |
| 1982年1月8日   | 第13集 | 回到故鄉     |
| 1982年1月15日  | 第14集 | UFO          |
| 1982年1月22日  | 第15集 | 事件         |
| 1982年1月29日  | 第16集 | 轉學         |
| 1982年2月5日   | 第17集 | 離別         |
| 1982年2月12日  | 第18集 | 乘著竹筏往南 |
| 1982年2月19日  | 第19集 | 後悔         |
| 1982年2月26日  | 第20集 | 換工作       |
| 1982年3月5日   | 第21集 | 再会         |
| 1982年3月12日  | 第22集 | 誕生日       |
| 1982年3月19日  | 第23集 | 破鞋         |
| 1982年3月26日  | 第24集 | 丸太小屋     |

### 特別篇
在成为家喻户晓的电视剧后，原班制作和演员又拍摄了多部特别篇，经过21年間的拍摄期間陸续播出。2002年的《2002「遺言」》為本劇系列的完結篇。
| 標題         | 原文標題（日文） | 播出日期                       |
| ------------ | ---------------- | ------------------------------ |
| 83「冬」     |                  | 1983年3月24日                  |
| 84「夏」     |                  | 1984年9月27日                  |
| 87「初恋」   |                  | 1987年3月27日                  |
| 89「归乡」   |                  | 1989年3月31日                  |
| 92「自立」   |                  | 上下篇：1992年5月22日、5月23日 |
| 95「秘密」   |                  | 1995年6月9日                   |
| 98「時代」   |                  | 上下篇：1998年7月10日、7月11日 |
| 2002「遺言」 |                  | 上下篇：2002年9月6日、9月7日   |

## 主要製作群
- 原作、編劇：倉本聰
- 音樂：佐田雅志
- 導演：富永卓二、杉田成道、山田良明（連續劇版）、杉田成道（SP版）
- 製作人：
  - 中村敏夫（連續劇版、“83冬”～“84夏”、“2002遺言”以富士創意公司的製作人身分參與）
  - 富永卓二（連續劇版）
  - 山田良明（“87初戀”～“98時代”，“2002遺言”中以顧問身分參與）
  - 清野豊（“92自立”～“95秘密”）
  - 笹本泉（“95秘密”～“98時代”）
  - 杉田成道（“2002遺言”）

## 主要角色與演員

### 連續劇

#### 第1集起
- 黑板五郎：田中邦衛
- 黑板令子：石田步（石田良子）
- 黑板純：吉岡秀隆
- 黑板（笠松）螢：中嶋朋子
- 北村草太：岩城滉一
- 吉本冰麗（吉本つらら）：熊谷美由紀（現松田美由紀）
- 中畑和夫：地井武男
- 中畑瑞惠：清水麻由美
- 北村清吉：大滝秀治
- 北村正子：今井和子
- 松下豪介（阿熊先生）：南雲佑介
- 中川：尾上和
- 山本恵子：永浜三千子
- 宮前（井關）雪子：竹下景子

#### 第2集後
- 木谷（水谷）凉子：原田美枝子（第2集、第8集、第12集、第14集、第18集、第20集、「2002 遺言」）
- 中畑（清水）墨繪：鹽月德子（第2集～）、中島廣子（「2002 遺言」）
- 笠松正吉：中澤佳仁（第2集～）
- 吉本辰巳：塔崎健二（第2集～）
- 吉本友子：今野照子（第2集～）
- 本田好子：宮本信子（第4集～）
- 笠松杵次：大友柳太朗（第5集～）
- 川島竹次：小松政夫（第6集～）
- 井関利彦：村井国夫（第6集～）
- 笠松綠：林美智子（第8集～）
- 刑事：蟹江敬三（第11集）
- 吉野信次：伊丹十三（第13集～）
- 久美：兒島美由紀（第18集～）
- 成田新吉：葛茲石松（第19集～）
- 前田：梅野泰靖（第23集）
- 小山：小野武彦（第23集）
- 警察官：平田満（第23集）

### 83冬
- 澤田松吉：笠智衆
- 澤田妙子：風吹純
- 時夫：笹野高史
- 水沼什介：木田三千雄
- 和泉会長：奥村公延

### 84夏
- 中畑努：六浦誠
- 中畑百合子：立石凉子
- 拉麵店店員：伊佐山廣子

### 87初恋
- 大里麗：橫山惠
- 飯田（北村）愛子：美保純
- 飯田廣介：古本新之輔
- 中津青田：永堀剛敏
- 中津：李奧納多熊
- 宮田寛次（シンジュク）：布施博
- 大里政吉：坂本長利
- 先生：鶴田忍
- 卡車司機：古尾谷雅人

### 89帰郷
- 和久井勇次：緒形直人
- 惠理：洞口依子
- 勇次的伯母：正司照枝
- 赤塚満治：矢野泰二
- 竹内先生：井川比佐志
- 水谷：水上功治

### 92自立
- 松田玉子：裕木奈江
- 玉子的叔父：菅原文太
- 財津医師：北村和夫
- 加納金治：大地康雄
- 井關大介：石井卓 、澤木哲（「2002 遺言」）
- 高木：渡部篤郎
- 錄影店出租店裡的男子：石丸謙二郎

### 95秘密
- 小沼純：宮澤理惠
- 黑木夫人：大竹忍
- 黑木久：井筒森介
- 阿久的友人：野村祐人

### 98時代
- 小純的二哥：上杉祥三
- 中津完次：小野田良
- 中津艷子：小池美枝
- 小沼周吉：室田日出男
- 飲食店裡的男子：平泉成

### 2002遺言
- 高村結：内田有紀
- 高村吾平：唐十郎
- 高村弘：岸谷五朗
- 木谷（水谷）凉子：原田美枝子
- 笠松快：西村成忠
- 清水正彦：柳葉敏郎
- 佐久間拓郎：平賀雅臣
- 熊倉寅次：春海四方
- 木本醫師：佐戸井健太
- 三澤老人：高橋昌也
- 三澤夫人：根岸季衣
- 山下先生：杉浦直樹

## 音乐

### 主题曲
- 佐田雅志

### 劇中使用插曲

#### 連續劇
- 第3集
  - 中島美雪「ホームにて」
- 第4集
  - ハイファイセット（Hi-Fi Set）「フィーリング」
  - ハイファイセット（Hi-Fi Set）「雨のステイション」
- 第6集
  - 都はるみ「北の宿から」
  - アダモ（Salvatore Adamo）「雪が降る」
- 第8集
  - 八代亞紀「雨の慕情」
  - 五輪真弓「恋人よ」
- 第13集
  - 黃色魔術交響樂團「ＲＹＤＥＥＮ」
- 第14集 
  - 松山千春「残照」
  - ピンクレディ（Pink Lady）「UFO」
  - 水前寺清子「三百六十五歩のマーチ」
- 第18集
  - 高中正義「空ド白ソ」
- 第19集
  - 石原裕次郎「銀座の恋の物語」
  - 高中正義「Prologue」
- 第23集
  - 佐田雅志「むかし子供達は」
- 第24集
  - 中島美雪「エレーン」

#### 83冬
- 松田聖子「野バラのエチュード」
- 榊原郁恵「なごり雪」
- 伊藤久男「あざみの歌」
- 細川貴志「北酒場」
- キャンディーズ（Candies）「春一番」
- 中島美雪「異国」

#### 84夏
- 森進一「世捨人唄」
- 松田聖子「SQUALL」
- 森進一「ラブ・イズ・オーバー」
- 松田聖子「スイート・メモリー」

#### 87初恋
- 尾崎豐「シェリー」
- 尾崎豐「Scramblin’ Rock n’ Roll」
- 尾崎豐「I Love You」

#### 89帰郷
- 長渕剛「乾杯」
- クリスタルキング（Crystal King）「大都会」

## 照片集

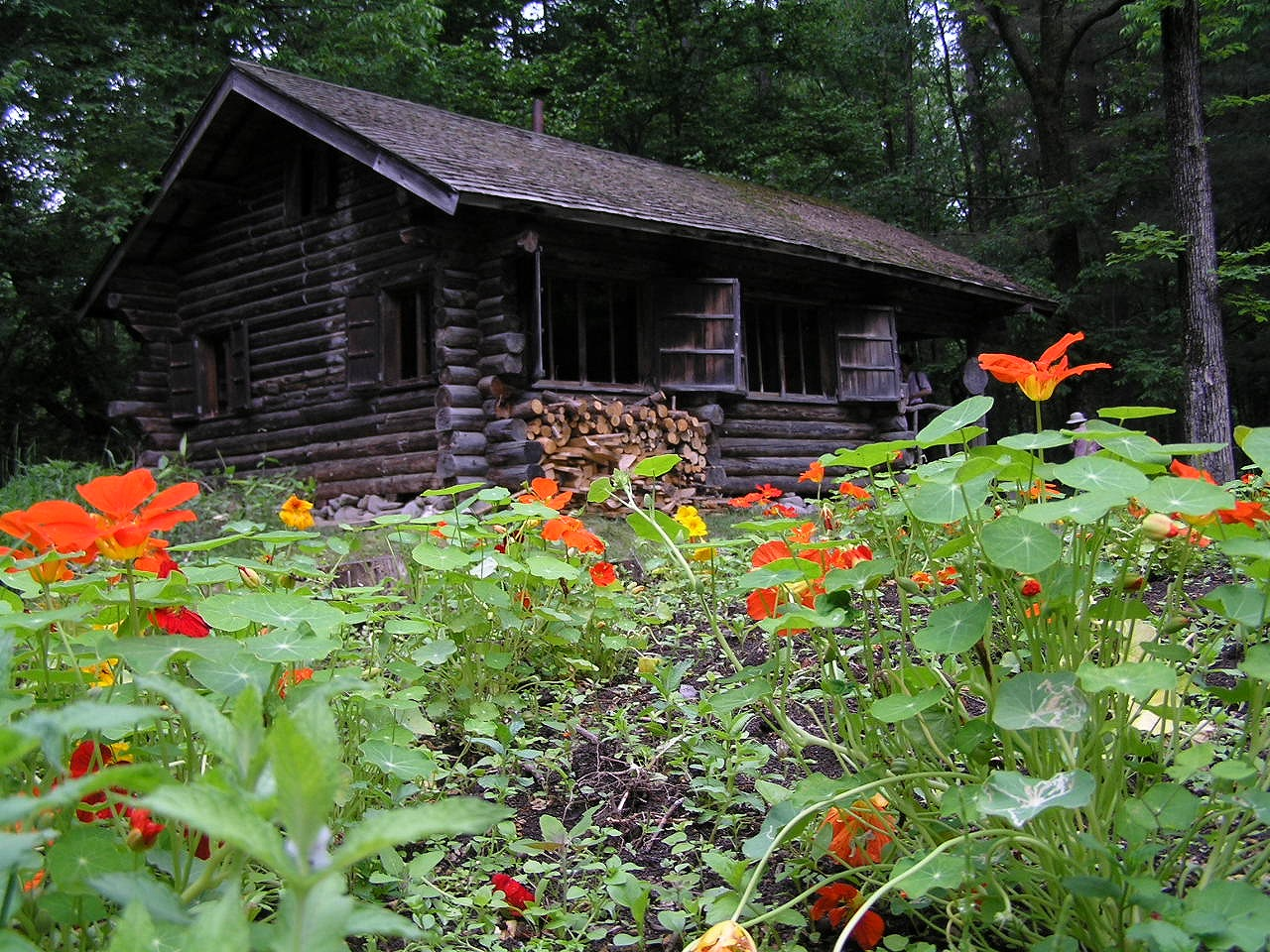
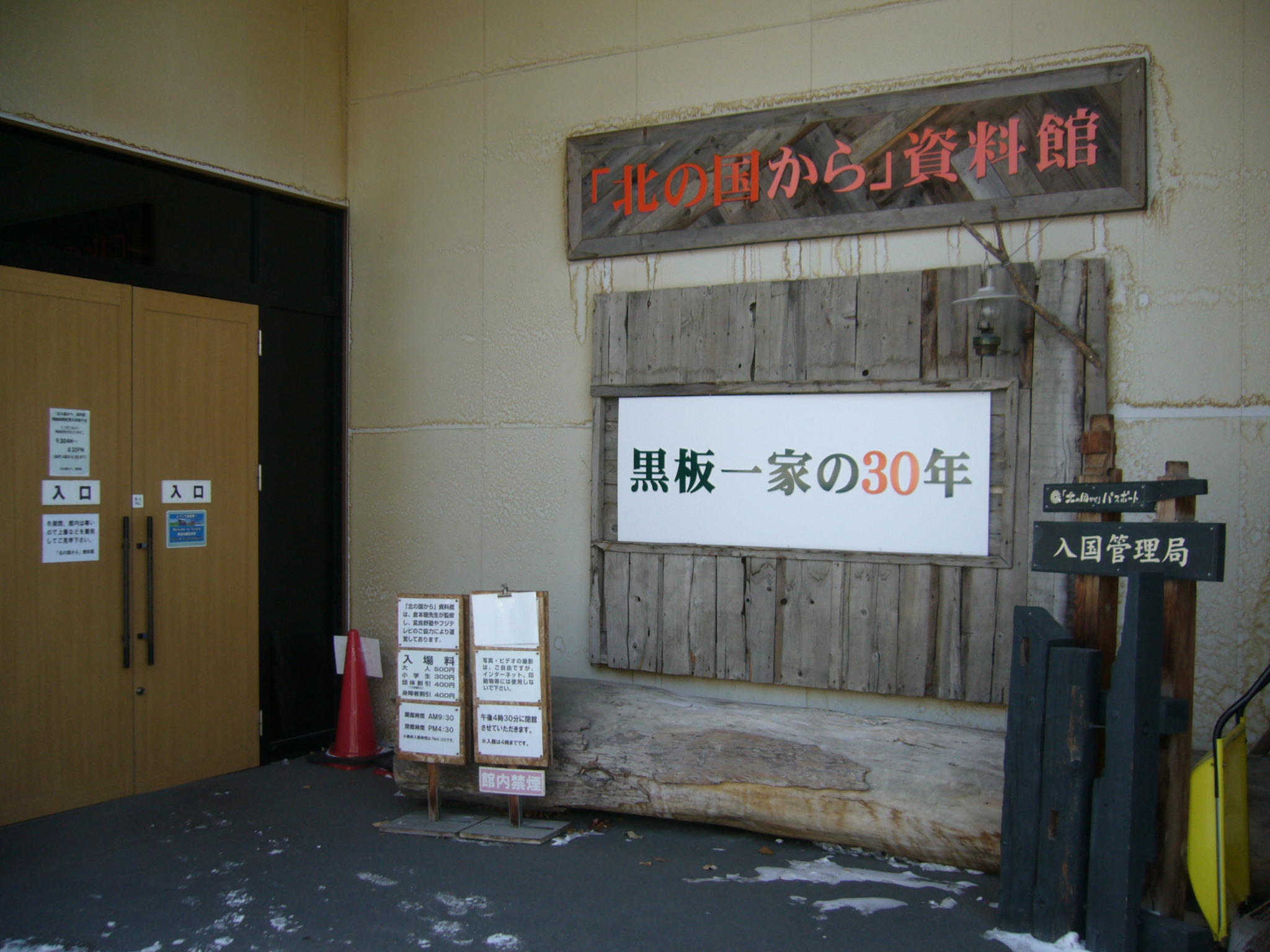
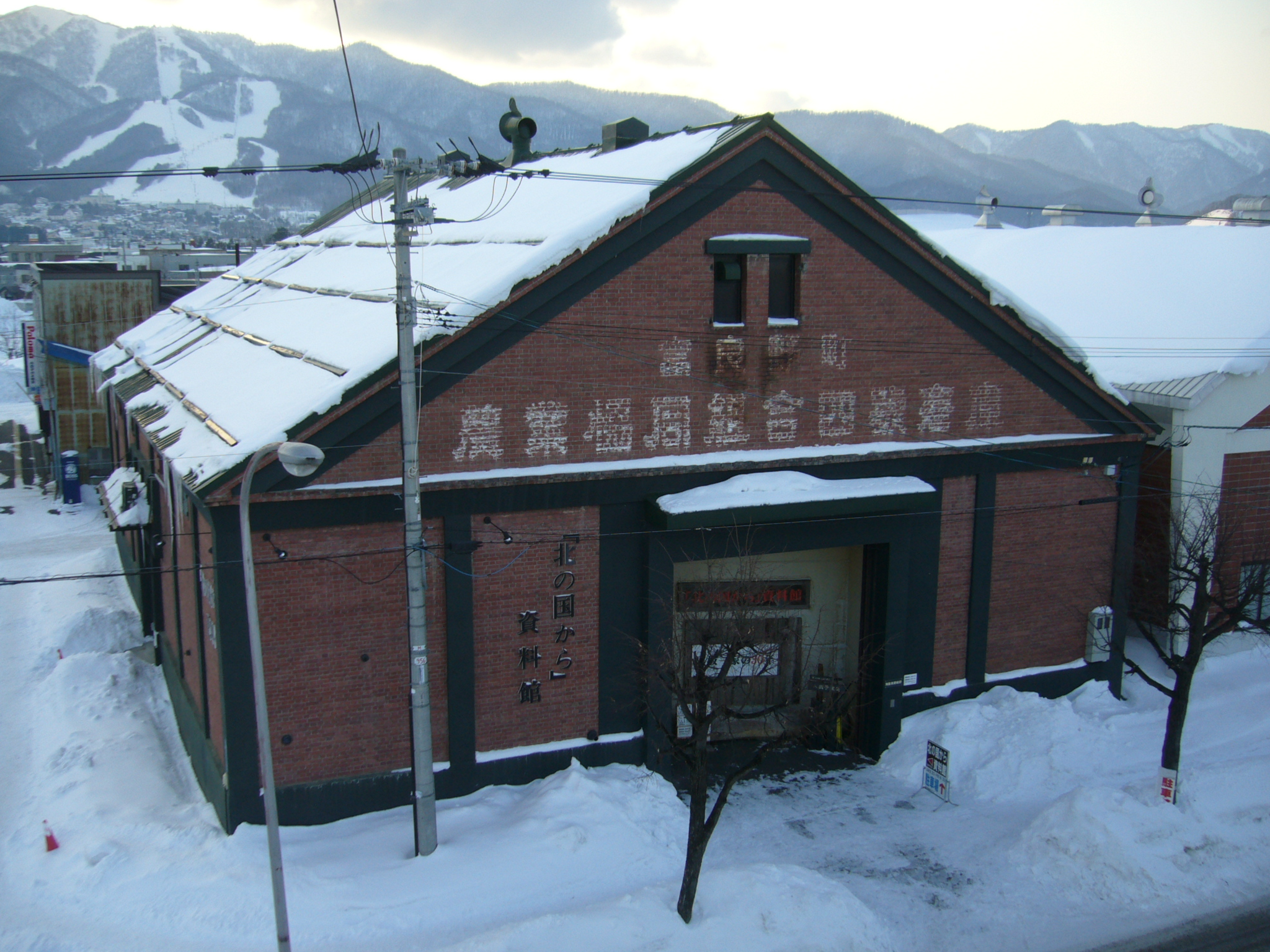
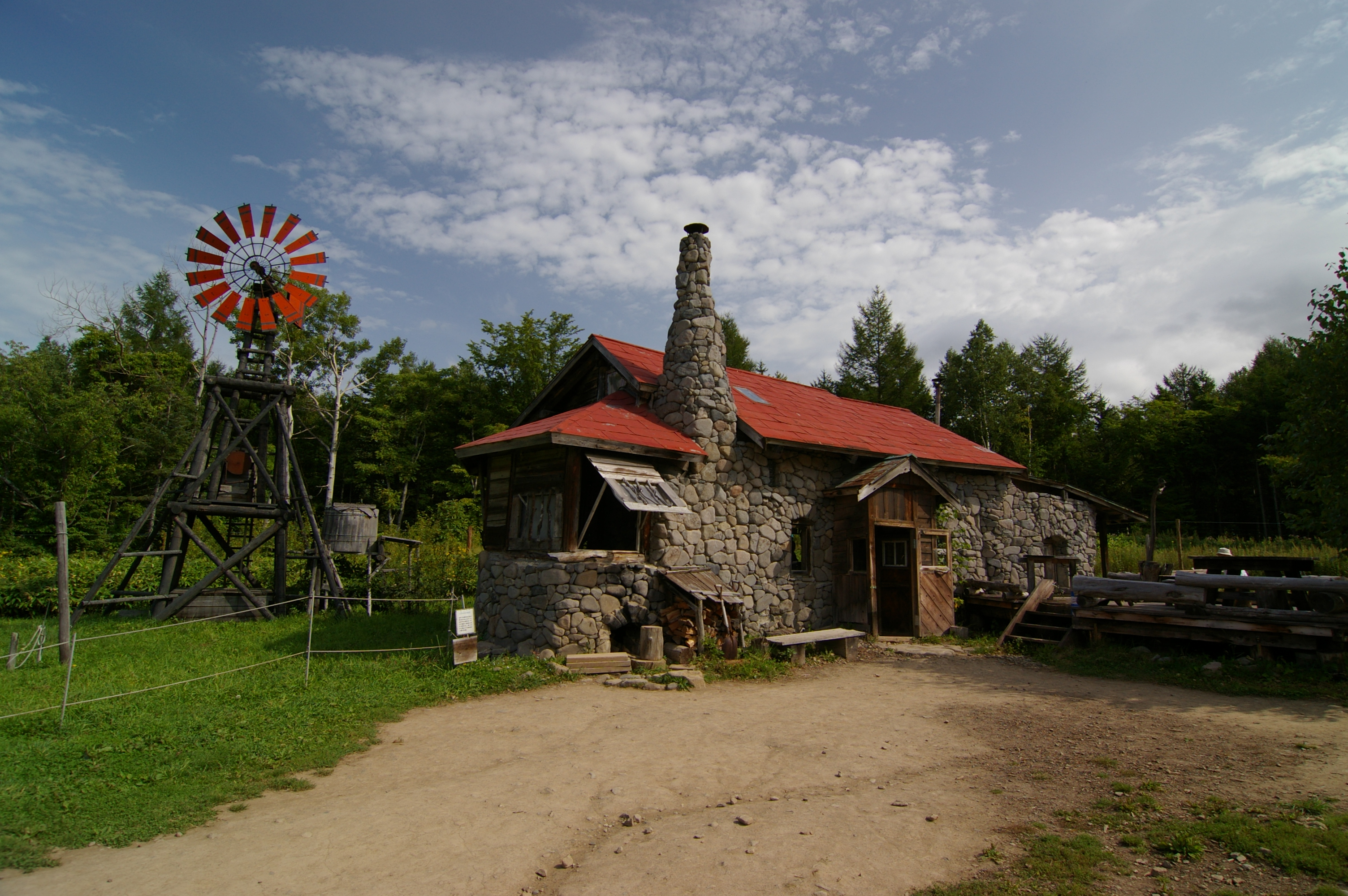
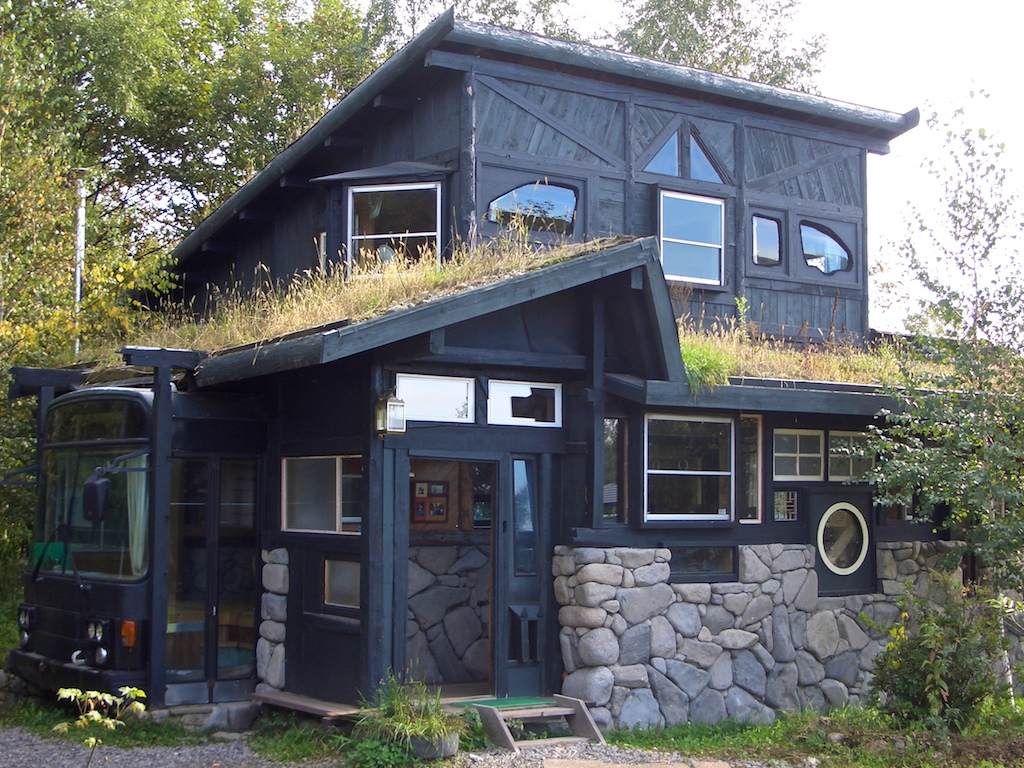
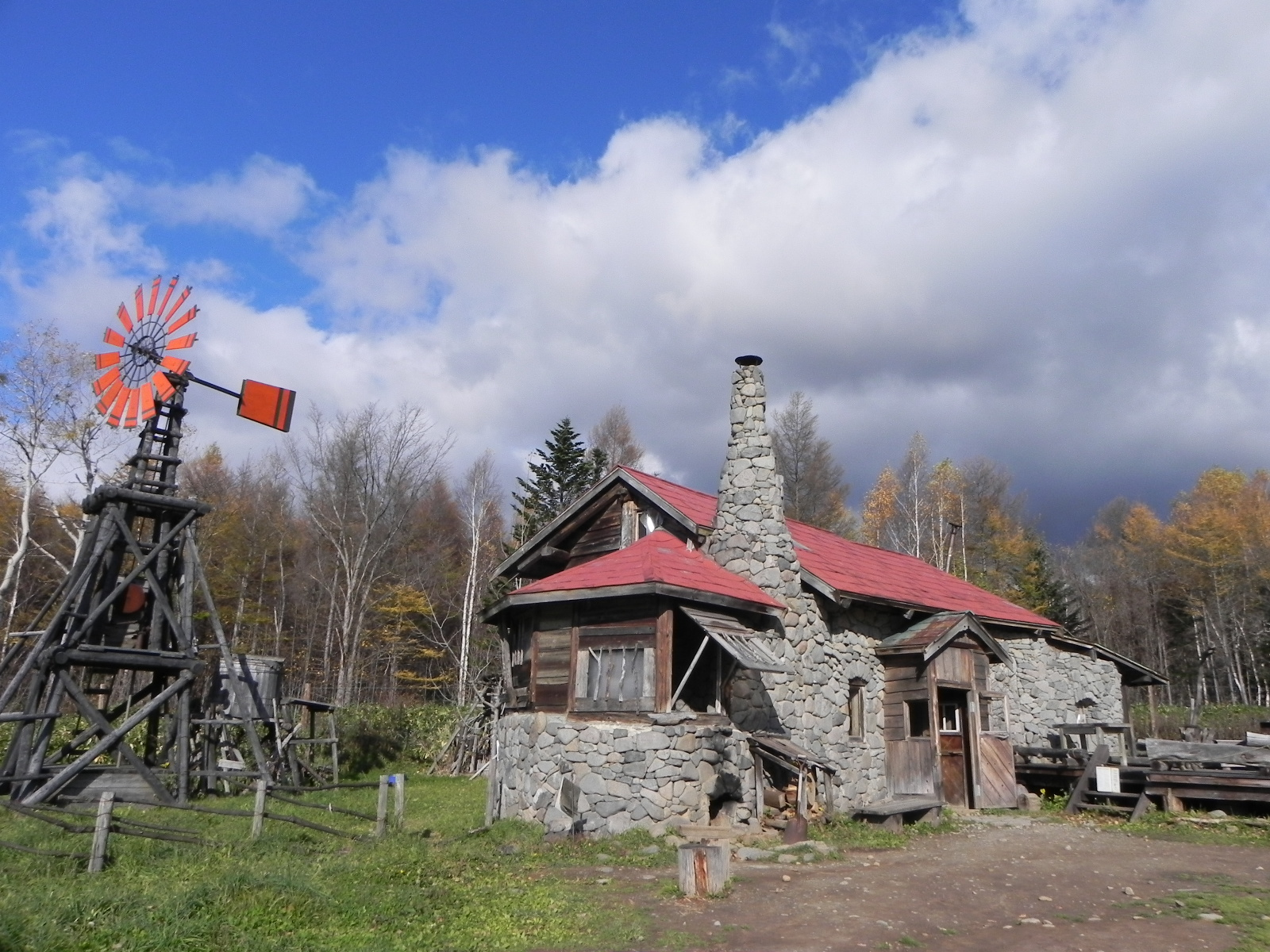
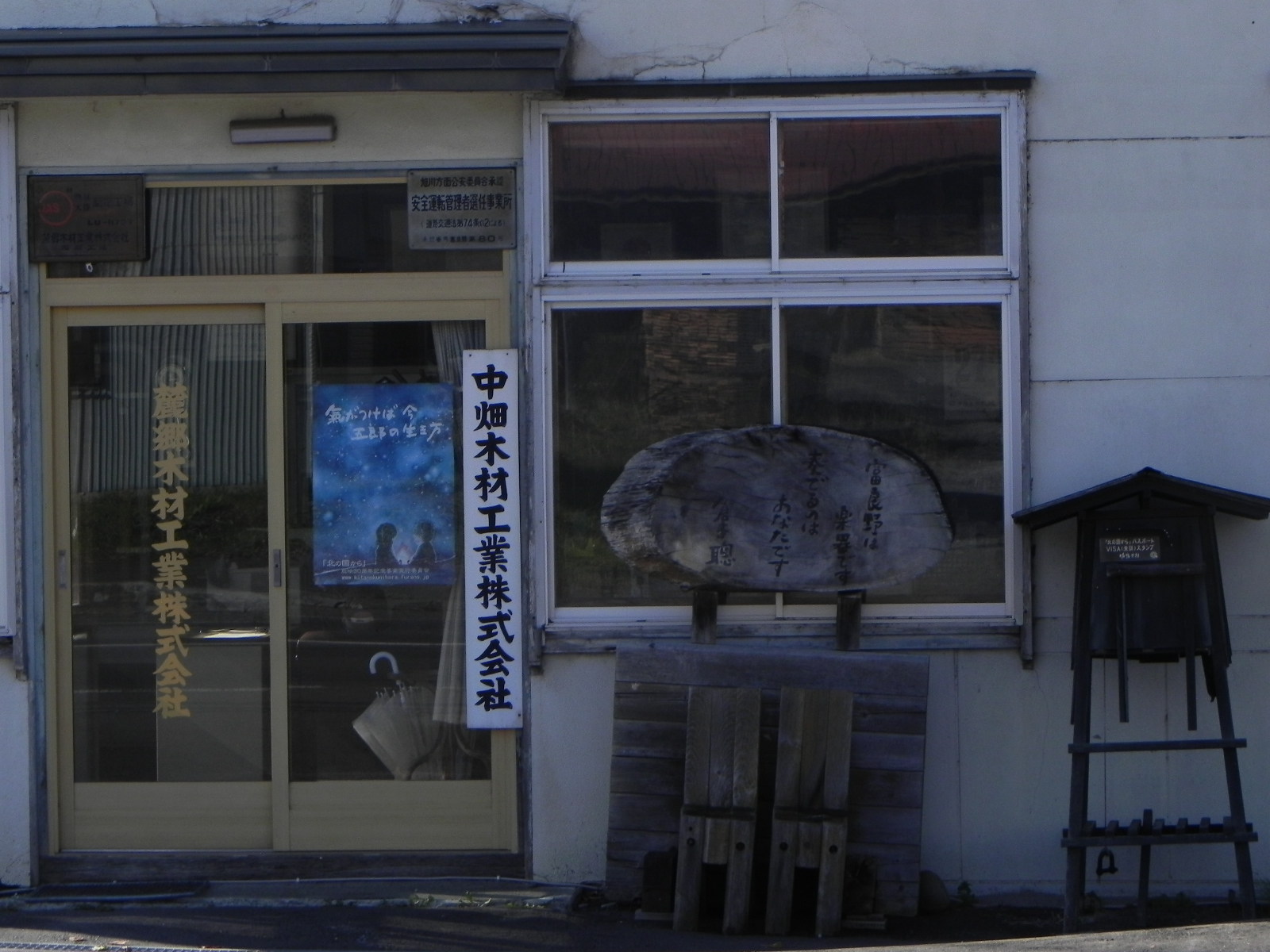
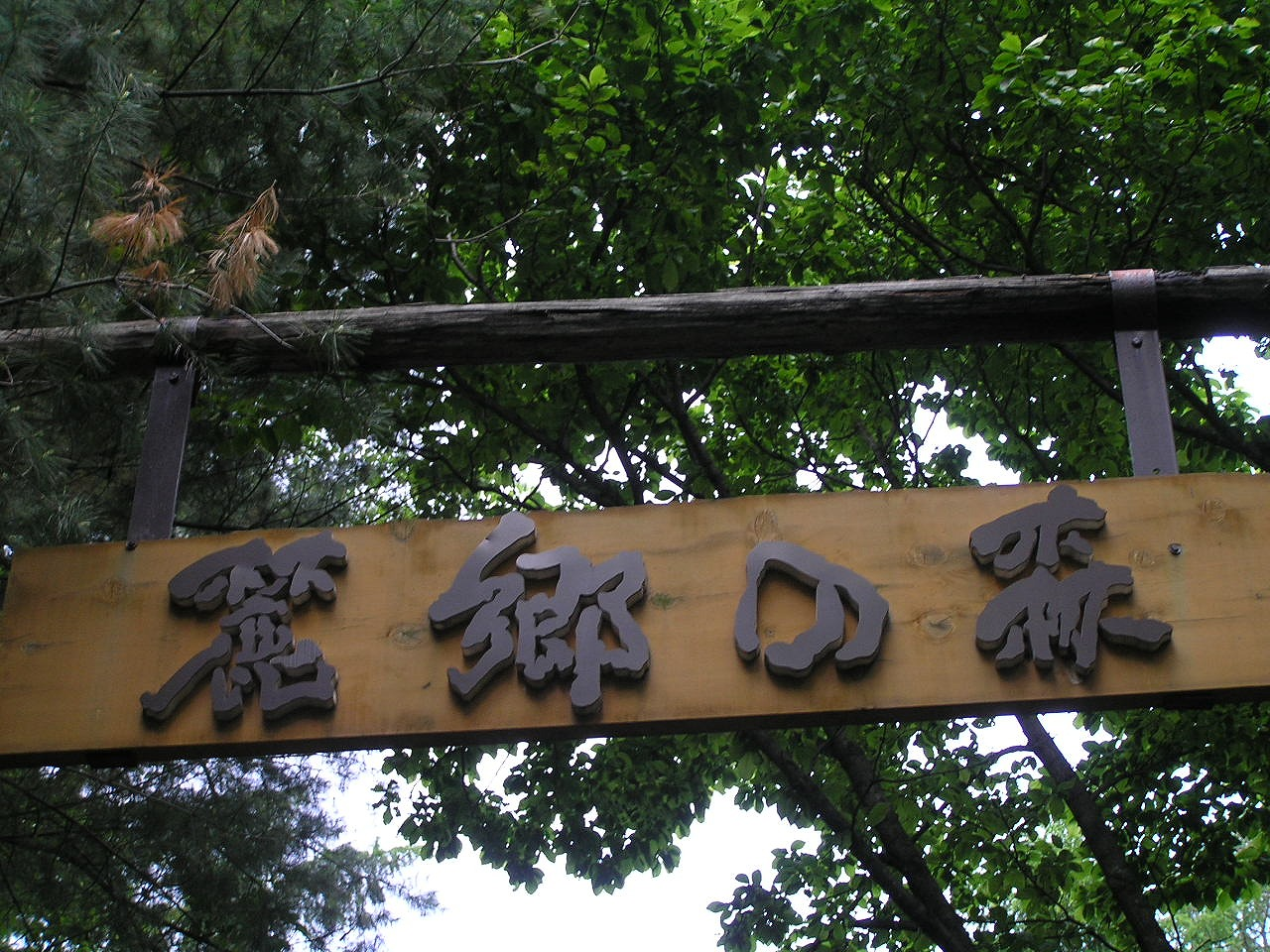
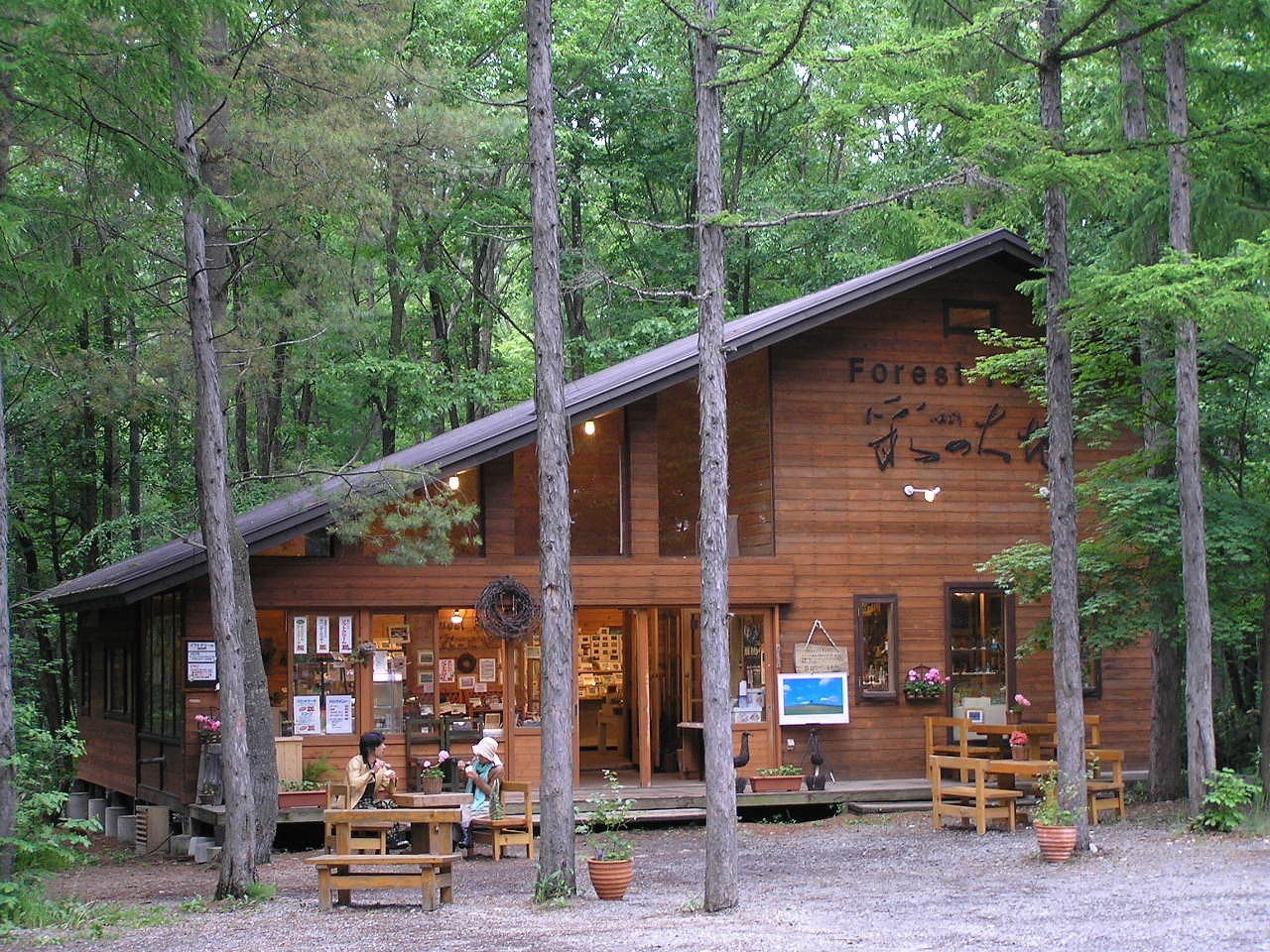

#### 92自立
- 濱田省吾「四年目の秋」
- 長渕剛「女よGOMEN」
- 長渕剛「西新宿の親父の唄」

#### 95秘密
- 高倉健「唐獅子牡丹」

#### 98時代
- 加藤登紀子「百万本のバラの」
- 中島みゆき《時代》

#### 2002遺言
- 坂本九「明日があるさ」
- 松山千春「恋」
- 山口百惠 「秋桜」